# Brodnica Wąskotorowa
Brodnica Wąskotorowa – dawna stacja kolejowa w Brodnicy w województwie kujawsko-pomorskim. Znajdowała się kilkaset metrów od stacji normalnotorowej. 
Wraz z otwarciem 25 czerwca 2016 roku tzw. dużej obwodnicy Brodnicy resztki dawnej stacji kolei wąskotorowej definitywnie przestały istnieć, obecnie znajduje się tu nowo wybudowana estakada nad ul. Wiejską (drogi nr 15).